# Days of Pearly Spencer
Days of Pearly Spencer (in späteren Veröffentlichungen The Days of Pearly Spencer) ist ein 1967 geschriebenes und ursprünglich von dem nordirischen Singer-Songwriter David McWilliams (1945–2002) gesungenes Lied. Es wurde auf seinem zweiten Album David McWilliams Vol. 2 veröffentlicht.

## Hintergrund
Nachdem seine erste Single God and My Country ein Flop war, ging McWilliams in ein Tonstudio in Belfast, um einige Demos aufzunehmen. Mervyn Solomon hörte die Bänder und war so beeindruckt, dass er ihn an seinen Bruder Phil Solomon empfahl. Solomon nahm McWilliams mit nach London, um den Song aufzunehmen. Ursprünglich war das Lied eine ergreifende Ballade, der Titel war vermutlich ein Wortspiel mit der Textzeile „the gates of pearly splendour“ aus der viktorianischen Hymne We rest on thee.
Stuart Bailie von BBC Radio Ulster hörte in dem Lied einen „flackernden, fast dokumentarischen Stil“, in dem es die Zuhörer in den heruntergekommenen Teil der nordirischen Stadt Ballymena führte, wo die Menschen barfuß durch den Schutt liefen und älter aussahen als sie waren. McWilliams sagte, er habe das Lied über einen Obdachlosen geschrieben, dem er in Ballymena begegnet war.

## Aufnahme und Veröffentlichung
Die Aufnahme wurde von Mike Leander produziert, der für den Song ein mitreißendes Orchesterarrangement schuf. Leander hatte zuvor Arrangements für Platten wie She’s Leaving Home von den Beatles und Marianne Faithfulls As Tears Go By geschrieben.
Der Refrain wurde über eine Telefonleitung von einer Telefonzelle in der Nähe des Studios aufgenommen, was einen Low-Tech-Effekt erzeugte und dem Song einen „seltsamen 'phoned-in'-Refrain“ verlieh. Die Platte wurde im Oktober 1967 als B-Seite von „Harlem Lady“ veröffentlicht, aber Days of Pearly Spencer erhielt beträchtliche Aufmerksamkeit bei Radio Caroline, bei dem Solomon ein leitender Angestellter war, und in der britischen Musikpresse. In allen großen Musikzeitungen wurden doppelseitige Anzeigen geschaltet, und der New Musical Express stellte den Song auf der Titelseite vor und nannte ihn „die Single, die Sie umhauen wird“ und das dazugehörige Album David McWilliams' „das Album, das den Lauf der Musik verändern wird“. 2012 bemerkte Stuart Bailie von Radio Ulster, dass „es kein Entkommen von David McWilliams gab“. Werbung für den Song erschien sogar auf Doppeldeckerbussen, doch McWilliams „lief in London herum, ohne das nötige Taschengeld zu haben, um in einen dieser Busse zu steigen“, und eine Publikation bezifferte die Gesamtkosten für die Werbung auf fast 20.000 Pfund (2023 rund 450.000 Euro).
Die BBC weigerte sich jedoch, den Song zu spielen, da Solomon an dem Offshore-Radiosender Radio Caroline beteiligt war, und so kam der Song weder in Großbritannien noch in der Republik Irland in die Charts. In Kontinentaleuropa erreichte der Song die Spitze der französischen Singles-Charts, Platz 2 der belgischen Singles-Charts und Platz 8 der niederländischen Singles-Charts. Der Song wurde dreimal neu aufgelegt und ist nach wie vor ein beliebtes Lied bei Oldies-Radiosendern.
Der Videoclip zum Lied zeigt den Sänger beim Gitarrenspiel auf dem Kai nahe der Oudegracht, dem Hauptkanal im Zentrum von Utrecht.
Das Lied wurde von McWilliams mit neuem Arrangement auf seinem Album Working for the Government (1987) neu aufgenommen.

## Rezeption

### Rezensionen
Richie Unterberger beschrieb den Song als McWilliams „bestes Lied, mit einer dunklen Kante, wirbelnden Geigen und einem effektiven Tupfer Psychedelik im megaphonverzerrten Gesang im Refrain des Liedes.“ 2002 nannte The Independent den Song „verträumt“. 2012 nannte Stuart Bailie von Radio Ulster Pearly Spencer eine „bemerkenswerte Platte“.

### Charts und Chartplatzierungen
| ChartsChartplatzierungen | Höchstplatzierung | Wochen |
| ------------------------ | ----------------- | ------ |
| Deutschland (GfK)        | 47 (1 Wo.)        | 1      |
| Schweiz (IFPI)           | 4 (5 Wo.)         | 5      |

## Version von Marc Almond (1992)
Im Jahr 1992 veröffentlichte der britische Sänger Marc Almond eine Coverversion von Days of Pearly Spencer unter dem Titel The Days of Pearly Spencer. Diese verfügt über eine zusätzliche, von Almond selbst geschriebene Strophe. Seine Version avancierte unter anderem zum Top-10-Hit in Großbritannien (Rang 4) sowie in Irland (Rang 8).
| ChartsChartplatzierungen     | Höchstplatzierung | Wochen |
| ---------------------------- | ----------------- | ------ |
| Deutschland (GfK)            | 21 (16 Wo.)       | 16     |
| Österreich (Ö3)              | 16 (2 Wo.)        | 2      |
| Vereinigtes Königreich (OCC) | 4 (7 Wo.)         | 7      |